# ATP-toernooi van Halle
Het ATP-toernooi van Halle (officieel Terra Wortmann Open) is een jaarlijks terugkerend tennistoernooi in het mannentennis en wordt gehouden in de tweede week na Roland Garros. Het toernooi wordt gespeeld in de OWL Arena, in het Duitse Halle (Westfalen) en heeft als ondergrond gras. Het is een voorbereidingstoernooi op het toernooi van Wimbledon. Het behoort sinds 2015 tot de "ATP Tour 500".
De eerste keer dat het toernooi werd gehouden was in 1991 en sinds 1993 maakt het deel uit van de ATP World Tour. De recordhouder van het aantal enkelspeltitels is Roger Federer, wie het tien keer lukte het grastoernooi te winnen.

## Finales

### Enkelspel
| Datum      | Naam                | Categorie    | ($/€)       | Winnaar                                | Verliezend finalist                    | Uitslag                                |                                        |
| ---------- | ------------------- | ------------ | ----------- | -------------------------------------- | -------------------------------------- | -------------------------------------- | -------------------------------------- |
| 14-06-1993 | Gerry Weber Open    | World Series | $ 375.000   | Henri Leconte                          | Andrej Medvedev                        | 6-2, 6-3                               | Details                                |
| 13-06-1994 | Gerry Weber Open    | World Series | $ 525.000   | Michael Stich                          | Magnus Larsson                         | 6-4, 4-6, 6-3                          | Details                                |
| 19-06-1995 | Gerry Weber Open    | World Series | $ 725.000   | Marc Rosset                            | Michael Stich                          | 3-6, 7-6, 7-6                          | Details                                |
| 17-06-1996 | Gerry Weber Open    | World Series | $ 900.000   | Nicklas Kulti                          | Jevgeni Kafelnikov                     | 6-7, 6-3, 6-4                          | Details                                |
| 09-06-1997 | Gerry Weber Open    | World Series | $ 900.000   | Jevgeni Kafelnikov (1)                 | Magnus Larsson                         | 7-6, 6-7, 7-6                          | Details                                |
| 08-06-1998 | Gerry Weber Open    | Int. Series  | $ 900.000   | Jevgeni Kafelnikov (2)                 | Magnus Larsson                         | 6-4, 6-4                               | Details                                |
| 07-06-1999 | Gerry Weber Open    | Int. Series  | $ 900.000   | Nicolas Kiefer                         | Nicklas Kulti                          | 6-3, 6-2                               | Details                                |
| 12-06-2000 | Gerry Weber Open    | Int. Series  | $ 1.000.000 | David Prinosil                         | Richard Krajicek                       | 6-3, 6-2                               | Details                                |
| 11-06-2001 | Gerry Weber Open    | Int. Series  | $ 1.000.000 | Thomas Johansson                       | Fabrice Santoro                        | 6-3, 6-7, 6-2                          | Details                                |
| 10-06-2002 | Gerry Weber Open    | Int. Series  | $ 951.000   | Jevgeni Kafelnikov (3)                 | Nicolas Kiefer                         | 2-6, 6-4, 6-4                          | Details                                |
| 09-06-2003 | Gerry Weber Open    | Int. Series  | € 800.000   | Roger Federer (1)                      | Nicolas Kiefer                         | 6-1, 6-3                               | Details                                |
| 07-06-2004 | Gerry Weber Open    | Int. Series  | € 791.750   | Roger Federer (2)                      | Mardy Fish                             | 6-0, 6-3                               | Details                                |
| 06-06-2005 | Gerry Weber Open    | Int. Series  | € 680.250   | Roger Federer (3)                      | Marat Safin                            | 6-4, 6-7, 6-4                          | Details                                |
| 12-06-2006 | Gerry Weber Open    | Int. Series  | € 680.250   | Roger Federer (4)                      | Tomáš Berdych                          | 6-0, 6-7, 6-2                          | Details                                |
| 11-06-2007 | Gerry Weber Open    | Int. Series  | € 680.250   | Tomáš Berdych                          | Marcos Baghdatis                       | 7-5, 6-4                               | Details                                |
| 09-06-2008 | Gerry Weber Open    | Int. Series  | € 713.000   | Roger Federer (5)                      | Philipp Kohlschreiber                  | 6-3, 6-4                               | Details                                |
| 14-06-2009 | Gerry Weber Open    | ATP 250      | € 750.000   | Tommy Haas (1)                         | Novak Đoković                          | 6-3, 6-7, 6-1                          | Details                                |
| 13-06-2010 | Gerry Weber Open    | ATP 250      | € 750.000   | Lleyton Hewitt                         | Roger Federer                          | 3-6, 7-6, 6-4                          | Details                                |
| 12-06-2011 | Gerry Weber Open    | ATP 250      | € 750.000   | Philipp Kohlschreiber                  | Philipp Petzschner                     | 7-6, 2-0, opgave                       | Details                                |
| 17-06-2012 | Gerry Weber Open    | ATP 250      | € 750.000   | Tommy Haas (2)                         | Roger Federer                          | 7-6, 6-4                               | Details                                |
| 16-06-2013 | Gerry Weber Open    | ATP 250      | € 683.665   | Roger Federer (6)                      | Michail Joezjny                        | 6-7, 6-3, 6-4                          | Details                                |
| 15-06-2014 | Gerry Weber Open    | ATP 250      | € 711.010   | Roger Federer (7)                      | Alejandro Falla                        | 7-6, 7-6                               | Details                                |
| 21-06-2015 | Gerry Weber Open    | ATP 500      | € 1.574.640 | Roger Federer (8)                      | Andreas Seppi                          | 7-6, 6-4                               | Details                                |
| 19-06-2016 | Gerry Weber Open    | ATP 500      | € 1.700.610 | Florian Mayer                          | Alexander Zverev                       | 6-2, 5-7, 6-3                          | Details                                |
| 25-06-2017 | Gerry Weber Open    | ATP 500      | € 1.836.660 | Roger Federer (9)                      | Alexander Zverev                       | 6-1, 6-3                               | Details                                |
| 24-06-2018 | Gerry Weber Open    | ATP 500      | € 1.983.595 | Borna Ćorić                            | Roger Federer                          | 7-6(6), 3-6, 6-2                       | Details                                |
| 23-06-2019 | Noventi Open        | ATP 500      | € 2.081.830 | Roger Federer (10)                     | David Goffin                           | 7-6(2), 6-1                            | Details                                |
| 21-06-2020 | Noventi Open        | ATP 500      | € 2.134.520 | Geen toernooi wegens de coronapandemie | Geen toernooi wegens de coronapandemie | Geen toernooi wegens de coronapandemie | Geen toernooi wegens de coronapandemie |
| 20-06-2021 | Noventi Open        | ATP 500      | € 1.455.925 | Ugo Humbert                            | Andrej Roebljov                        | 7-6(4), 6-4                            | Details                                |
| 19-06-2022 | Terra Wortmann Open | ATP 500      | € 2.134.520 | Hubert Hurkacz                         | Daniil Medvedev                        | 6-1, 6-4                               | Details                                |
| 25-06-2023 | Terra Wortmann Open | ATP 500      | € 2.195.175 | Aleksandr Boeblik                      | Andrej Roebljov                        | 6–3, 3–6, 6–3                          | Details                                |
| 23-06-2024 | Terra Wortmann Open | ATP 500      | € 2.255.655 | Jannik Sinner                          | Hubert Hurkacz                         | 7–6(8), 7–6(2)                         | Details                                |

### Dubbelspel
| Datum      | Naam                | Categorie    | ($/€)       | Winnaars                                   | Verliezend finalisten                     | Uitslag                                |                                        |
| ---------- | ------------------- | ------------ | ----------- | ------------------------------------------ | ----------------------------------------- | -------------------------------------- | -------------------------------------- |
| 14-06-1993 | Gerry Weber Open    | World Series | $ 375.000   | Petr Korda Cyril Suk                       | Mike Bauer Marc-Kevin Goellner            | 7-6, 5-7, 6-3                          | Details                                |
| 13-06-1994 | Gerry Weber Open    | World Series | $ 525.000   | Olivier Delaître Guy Forget                | Henri Leconte Gary Muller                 | 6-4, 6-7, 6-4                          | Details                                |
| 19-06-1995 | Gerry Weber Open    | World Series | $ 725.000   | Jacco Eltingh Paul Haarhuis                | Jevgeni Kafelnikov Andrej Olchovski       | 6-2, 3-6, 6-3                          | Details                                |
| 17-06-1996 | Gerry Weber Open    | World Series | $ 900.000   | Byron Black Grant Connell                  | Jevgeni Kafelnikov Daniel Vacek           | 6-1, 7-5                               | Details                                |
| 09-06-1997 | Gerry Weber Open    | World Series | $ 900.000   | Karsten Braasch Michael Stich              | David Adams Marius Barnard                | 7-6, 6-3                               | Details                                |
| 08-06-1998 | Gerry Weber Open    | Int. Series  | $ 900.000   | Ellis Ferreira Rick Leach                  | John-Laffnie de Jager Marc-Kevin Goellner | 4-6, 6-4, 7-6                          | Details                                |
| 07-06-1999 | Gerry Weber Open    | Int. Series  | $ 900.000   | Jonas Björkman (1) Patrick Rafter          | Paul Haarhuis Jared Palmer                | 6-3, 7-5                               | Details                                |
| 12-06-2000 | Gerry Weber Open    | Int. Series  | $ 1.000.000 | Nicklas Kulti Mikael Tillström             | Mahesh Bhupathi David Prinosil            | 7-6, 7-6                               | Details                                |
| 11-06-2001 | Gerry Weber Open    | Int. Series  | $ 1.000.000 | Daniel Nestor Sandon Stolle                | Maks Mirni Patrick Rafter                 | 6-4, 6-7, 6-1                          | Details                                |
| 10-06-2002 | Gerry Weber Open    | Int. Series  | $ 951.000   | David Prinosil David Rikl (1)              | Jonas Björkman Todd Woodbridge            | 4-6, 7-6, 7-5                          | Details                                |
| 09-06-2003 | Gerry Weber Open    | Int. Series  | € 800.000   | Jonas Björkman (2) Todd Woodbridge         | Martin Damm Cyril Suk                     | 6-3, 6-4                               | Details                                |
| 07-06-2004 | Gerry Weber Open    | Int. Series  | € 791.750   | Leander Paes David Rikl (2)                | Tomáš Cibulec Petr Pála                   | 6-2, 7-5                               | Details                                |
| 06-06-2005 | Gerry Weber Open    | Int. Series  | € 680.250   | Roger Federer Yves Allegro                 | Joachim Johansson Marat Safin             | 7-5, 6-7, 6-3                          | Details                                |
| 12-06-2006 | Gerry Weber Open    | Int. Series  | € 680.250   | Fabrice Santoro Nenad Zimonjić             | Michael Kohlmann Rainer Schüttler         | 6-0, 6-4                               | Details                                |
| 11-06-2007 | Gerry Weber Open    | Int. Series  | € 680.250   | Simon Aspelin Julian Knowle (1)            | Fabrice Santoro Nenad Zimonjić            | 6-4, 7-6                               | Details                                |
| 09-06-2008 | Gerry Weber Open    | Int. Series  | € 713.000   | Michail Joezjny Mischa Zverev              | Lukáš Dlouhý Leander Paes                 | 4-6, 6-3, [10-3]                       | Details                                |
| 14-06-2009 | Gerry Weber Open    | ATP 250      | € 750.000   | Christopher Kas Philipp Kohlschreiber      | Andreas Beck Marco Chiudinelli            | 6-3, 6-4                               | Details                                |
| 13-06-2010 | Gerry Weber Open    | ATP 250      | € 750.000   | Serhij Stachovsky Michail Joezjny          | Martin Damm Filip Polášek                 | 4-6, 7-5, [10-7]                       | Details                                |
| 12-06-2011 | Gerry Weber Open    | ATP 250      | € 750.000   | Rohan Bopanna Aisam-ul-Haq Qureshi (1)     | Robin Haase Milos Raonic                  | 7-6, 3-6, [11-9]                       | Details                                |
| 17-06-2012 | Gerry Weber Open    | ATP 250      | € 750.000   | Aisam-ul-Haq Qureshi (2) Jean-Julien Rojer | Treat Huey Scott Lipsky                   | 6-3, 6-4                               | Details                                |
| 16-06-2013 | Gerry Weber Open    | ATP 250      | € 683.665   | Santiago González Scott Lipsky             | Daniele Bracciali Jonathan Erlich         | 6-2, 7-6                               | Details                                |
| 15-06-2014 | Gerry Weber Open    | ATP 250      | € 711.010   | Andre Begemann Julian Knowle (2)           | Marco Chiudinelli Roger Federer           | 1-6, 7-5, [12-10]                      | Details                                |
| 21-06-2015 | Gerry Weber Open    | ATP 500      | € 1.574.640 | Raven Klaasen (1) Rajeev Ram (1)           | Rohan Bopanna Florin Mergea               | 7-6(5), 6-2                            | Details                                |
| 19-06-2016 | Gerry Weber Open    | ATP 500      | € 1.700.610 | Raven Klaasen (2) Rajeev Ram (2)           | Łukasz Kubot Alexander Peya               | 7-6(5), 6-2                            | Details                                |
| 25-06-2017 | Gerry Weber Open    | ATP 500      | € 1.836.660 | Łukasz Kubot (1) Marcelo Melo (1)          | Alexander Zverev Mischa Zverev            | 5-7, 6-3, [10-8]                       | Details                                |
| 24-06-2018 | Gerry Weber Open    | ATP 500      | € 1.983.595 | Łukasz Kubot (2) Marcelo Melo (2)          | Alexander Zverev Mischa Zverev            | 7-6(1), 6-4                            | Details                                |
| 23-06-2019 | Noventi Open        | ATP 500      | € 2.081.830 | Raven Klaasen (3) Michael Venus            | Łukasz Kubot Marcelo Melo                 | 4-6, 6-3, [10-4]                       | Details                                |
| 21-06-2020 | Noventi Open        | ATP 500      | € 2.134.520 | Geen toernooi wegens de coronapandemie     | Geen toernooi wegens de coronapandemie    | Geen toernooi wegens de coronapandemie | Geen toernooi wegens de coronapandemie |
| 20-06-2021 | Noventi Open        | ATP 500      | € 1.455.925 | Kevin Krawietz Horia Tecău                 | Félix Auger-Aliassime Hubert Hurkacz      | 7-6(4), 6-4                            | Details                                |
| 19-06-2022 | Terra Wortmann Open | ATP 500      | € 2.134.520 | Marcel Granollers Horacio Zeballos         | Tim Pütz Michael Venus                    | 6–4, 6–7(5), [14–12]                   | Details                                |
| 25-06-2023 | Terra Wortmann Open | ATP 500      | € 2.195.175 | Marcelo Melo (3) John Peers                | Simone Bolelli Andrea Vavassori           | 7–6(3), 3–6, [10–6]                    | Details                                |
| 23-06-2024 | Terra Wortmann Open | ATP 500      | € 2.255.655 | Simone Bolelli Andrea Vavassori            | Kevin Krawietz Tim Pütz                   | 7–6(3), 7–6(5)                         | Details                                |

## Statistieken

### Meeste enkelspeltitels
| Aantal titels | Speler             | Jaren                                                      |
| ------------- | ------------------ | ---------------------------------------------------------- |
| 10            | Roger Federer      | 2003, 2004, 2005, 2006, 2008, 2013, 2014, 2015, 2017, 2019 |
| 3             | Jevgeni Kafelnikov | 1997, 1998, 2002                                           |
| 2             | Tommy Haas         | 2009, 2012                                                 |

(Bijgewerkt t/m 2024)

### Meeste enkelspeltitels per land
| Aantal titels | Land        |
| ------------- | ----------- |
| 11            | Zwitserland |
| 7             | Duitsland   |
| 3             | Rusland     |
| 2             | Zweden      |

(Bijgewerkt t/m 2024)

### Enkel- en dubbelspeltitel in hetzelfde jaar
| Tennisser     | Jaar |
| ------------- | ---- |
| Roger Federer | 2005 |

### Toeschouwersaantallen
| Jaar | Toeschouwers | Jaar | Toeschouwers | Jaar | Toeschouwers | Jaar | Toeschouwers | Jaar | Toeschouwers |
| ---- | ------------ | ---- | ------------ | ---- | ------------ | ---- | ------------ | ---- | ------------ |
| 1993 | 85.000       | 2000 | 101.700      | 2007 | 101.800      | 2014 | 110.700      | 2021 | 0 (corona)   |
| 1994 | 110.000      | 2001 | 106.300      | 2008 | 100.800      | 2015 | 111.600      | 2022 | 97.000       |
| 1995 | 112.000      | 2002 | 107.500      | 2009 | 103.800      | 2016 | 111.300      |      |              |
| 1996 | 101.500      | 2003 | 103.500      | 2010 | 105.200      | 2017 | 116.200      |      |              |
| 1997 | 110.400      | 2004 | 106.500      | 2011 | 104.800      | 2018 | 115.550      |      |              |
| 1998 | 92.000       | 2005 | 108.000      | 2012 | 110.400      | 2019 | 115.550      |      |              |
| 1999 | 96.500       | 2006 | 100.000      | 2013 | 107.900      | 2020 | afgelast     |      |              |

## Trivia

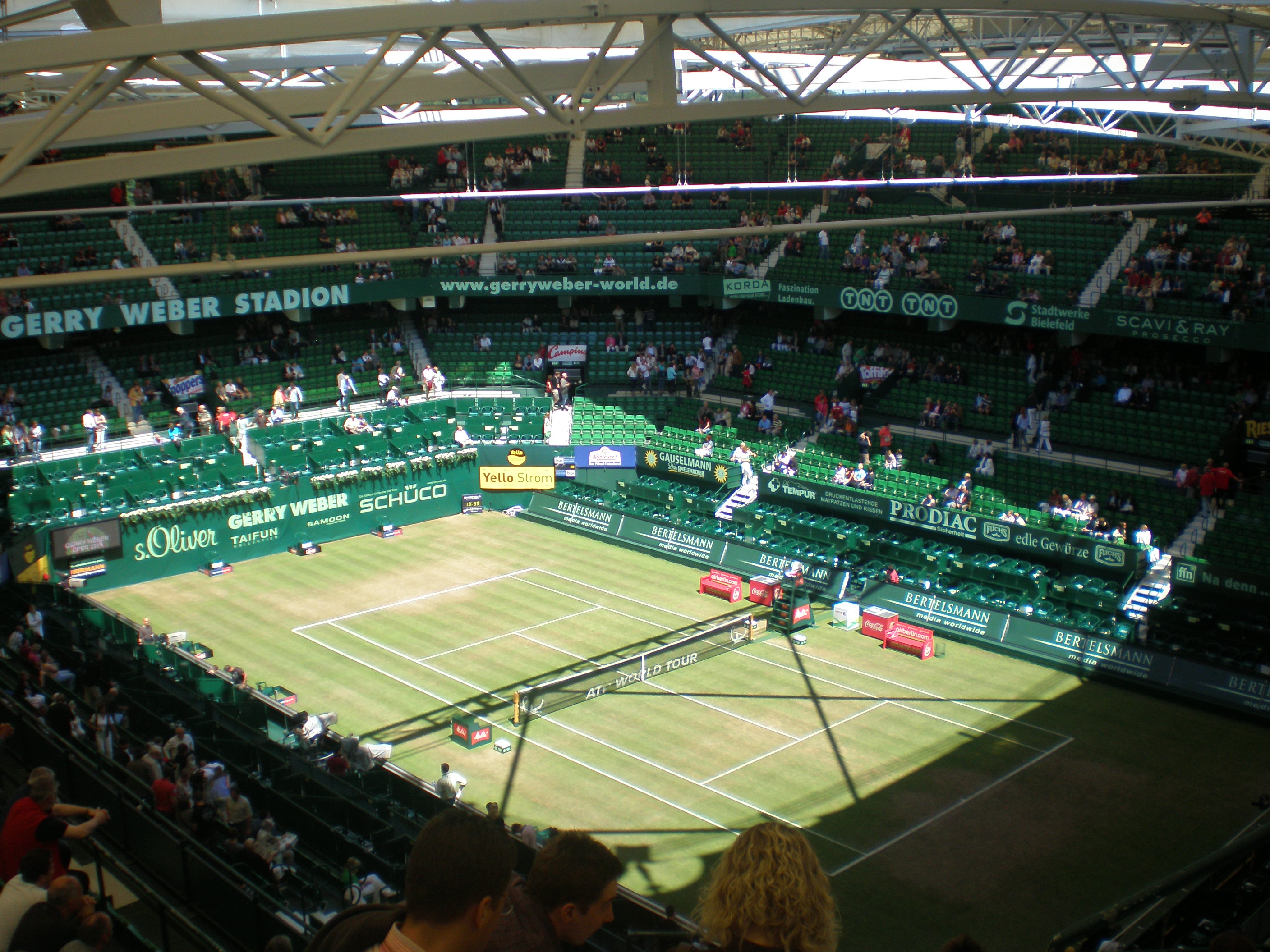
Het Gerry Weber Stadion van binnen

- Tot en met het jubileumtoernooi (25 jaar) in 2017 hebben in totaal 2.625.400 toeschouwers het toernooi bezocht.[1]
- Sponsor van het toernooi is sedert 2022 de in Hüllhorst gevestigde computerfabriek Wortmann AG. Van de eerste editie in 1993 tot en met 2018 werd het toernooi gesponsord door Gerry Weber AG, maar dit bedrijf in damesmode ging in 2019 failliet. Van 2019 tot en met 2021 werd het toernooi gesponsord door het Duitse apothekersconcern Noventi.

1993 · 1994 · 1995 · 1996 · 1997 · 1998 · 1999 · 2000 · 2001 · 2002 · 2003 · 2004 · 2005 · 2006 · 2007 · 2008 · 2009 · 2010 · 2011 · 2012 · 2013 · 2014 · 2015 · 2016 · 2017 · 2018 · 2019 · 2020 · 2021 · 2022 · 2023 · 2024
ITF-toernooien (mannen en vrouwen)

ATP-toernooien (mannen) – ATP-seizoen 2025

WTA-toernooien (vrouwen) – WTA-seizoen 2025

Voormalige toernooien mannen
Voormalige toernooien vrouwen
Voormalige amateurtoernooien